# هایمشوه
هایمشوه (به آلمانی: Heimschuh) یک منطقهٔ مسکونی در اتریش است که در لیبنیتس واقع شده‌است. هایمشوه ۱۸٫۵۲ کیلومتر مربع مساحت دارد ۲۸۰ متر بالاتر از سطح دریا واقع شده‌است.